# Publifinschandaal

Aandeelhouders en structuur van de openbare holding Publifin in 2017. De provincie Luik is de meerderheidsaandeelhouder van Publifin.

Het Publifinschandaal is een politiek schandaal dat in december 2016 uitbrak rond de Waalse intercommunale Publifin en haar dochtermaatschappij Nethys. Er bleek dat een twintigtal lokale Waalse mandatarissen van PS, MR en cdH duizenden euro’s opstreken in adviesraden waar ze soms helemaal niet aanwezig waren.

## Schandaal
Het weekblad Le Vif/L'Express onthulde op 20 december, na een tip van schepen Cédric Halin (cdH) van de Luikse gemeente Olne, dat 24 lokale mandatarissen vergoedingen opstreken door te zetelen in "nepadviesraden", zogenoemde sectorcomités, waarbij de mandatarissen niet aanwezigheid hoefden te zijn om de royale zitpenning te krijgen. De vergoedingen zouden uiteen gelopen hebben van 1.340 tot 2.871 euro bruto per maand en dat sinds juni 2013. Volgens de schepen zouden de mandatarissen de afgelopen jaren elk 67.000 tot 110.000 euro opgestreken hebben, tezamen goed voor ongeveer 2 miljoen euro, terwijl daar (bijna) geen reële prestaties tegenover stonden. 
Er waren leden van de Luikse PS, MR, cdH en Ecolo bij betrokken, omdat deze vier partijen vertegenwoordigers hadden in de raad van bestuur van Publifin. Echter liep vooral de PS in de kijker omdat 13 van de 24 mandatarissen PS-leden waren, die tezamen ongeveer een miljoen euro binnenhaalden. Bovendien bestond de top van Publifin ook voornamelijk uit PS-leden:
- Zo stond Publifin het laatste decennium onder leiding van CEO en PS-lid Stéphane Moreau (tevens toenmalig burgemeester van Ans) onder wie Publifin uitgroeide tot een belangrijke economische groep. Stéphane Moreau ontving jaarlijks als CEO ongeveer 960.000 euro bruto, terwijl zijn jaarloon als burgemeester slechts 80.244,70 euro bruto bedroeg.[2]
- De voorzitter van de raad van bestuur was André Gilles, PS-lid en toen gedeputeerde van de provincie Luik.
- Ook PS-lid Claude Parmentier kwam in opspraak, niet enkel omdat hij 153.000 euro bruto had opgestreken bij dochtermaatschappij Nethys van Publifin, maar ook omdat hij naast burgemeester van Wanze ook adjunct-kabinetschef was van toenmalig Waals minister van Lokale Besturen en PS-lid Paul Furlan, die politiek verantwoordelijk was voor het toezicht op de Waalse intercommunales.

## Reactie
Politicoloog François Gemenne van de Universiteit van Luik bestempelde de structuur die door Stéphane Moreau en André Gilles binnen Publifin was opgezet als "maffieus". Gemenne meende dat de structuur was opgezet om de macht van de Luikse PS op het sociale en economische weefsel te consolideren. Hij stelde dat er binnen de intercommunale met geld werd rondgestrooid opdat niemand vragen zou stellen. Als reactie op de verklaringen van Gemenne liet de maatschappij Nethys weten de politicoloog aan te klagen voor laster.

## Gevolgen
Op 26 januari 2017 trad Furlan af als minister van Lokale Besturen.
Nadat vier cdH-leden ontslag namen uit de raad van bestuur van Publifin werden door cdH-voorzitter Benoît Lutgen nieuwe bestuurders aangesteld, waaronder Cédric Halin, de cdH-schepen na wiens tip aan LeVif/L'Express de bal aan het rollen ging. De schepen ging ermee akkoord om bestuurder te worden op voorwaarde dat hij het mandaat gratis kon uitoefenen. De nieuwe cdH-bestuurders kregen als taak een audit uit te voeren om zicht te krijgen op het functioneren van Publifin. Halin zei daarover dat "de ongebreidelde communicatie over het dossier moest stoppen", en dat in de plaats een grondig onderzoek gevoerd moest worden en op basis daarvan gecommuniceerd moest worden. Verder zei hij ook dat hij de impact van het schandaal dat hij aan het licht bracht onderschat had.
De Waalse Regering (PS-cdH) wil na het schandaal verhinderen dat schepenen en burgemeesters nog langer in een leidinggevende functie zitten van een bedrijf dat met overheidsgeld werkt. Stéphane Moreau, die enkele PS-kopstukken liever zagen vertrekken, besloot om zijn burgemeesterschap vacant te stellen. Hij bleef manager van Nethys.
De raad van bestuur werd na het schandaal afgeslankt tot 10 mensen. Bestuursleden van tijdens het schandaal werden uitgesloten. De zitpenningen werden beperkt tot 150 euro.

### Parlementaire commissie
De Franstalige oppositie vroeg een parlementaire onderzoekscommissie om de zaak uit te diepen, maar de meerderheidspartijen PS en cdH vonden een speciale commissie aanvankelijk genoeg. Na enkele dagen vond de PS een onderzoekscommissie alsnog noodzakelijk. De parlementaire enquêtecommissie "belast met het onderzoek van de transparantie en de werking van de Publifin-groep" (of "Publifin-commissie") werd opgericht op 16 februari 2017, onder voorzitterschap van de socialistische Olga Zrihen.
Het schandaal nam nog uitbreiding toen bleek dat André Gilles (PS) en Stéphane Moreau een hele reeks documenten zouden gemaakt hebben – of laten maken hebben – die de onderzoekscommissie had opgevraagd, maar die niet bestonden. Zelf ontkennen ze dit gedaan te hebben.

### Eindrapport
Het eindrapport van de commissie werd op 6 juli 2017 voorgelegd aan het Waals Parlement door de afgevaardigden.
In een rapport aan de openbare aanklager van Luik noteerde de commissie vijftien indicaties die "waarschijnlijk een of meer strafbare feiten vormen" gepleegd door leden van het management, de beheersorganen en/of sectorcomités binnen Publifin-Nethys: belangenvermenging, knevelarij, schending van vertrouwen, misbruik van bedrijfsmiddelen en verhulling van misbruik van bedrijfsmiddelen.

### Vervolg
Op 9 maart 2017 nam André Gilles ontslag als voorzitter van Publifin en hij stapte ook op als provinciaal politicus. Hij stapte echter niet op uit de raad van bestuur van Nethys. Een dag later nam Willy Demeyer ontslag als Kamerlid en als voorzitter van de Luikse PS-afdeling, die onder vuur kwam te liggen bij het schandaal. Ook de rest van het bestuur van de afdeling stapte op. Op 20 april zette de PS Gilles uit de partij, nadat de partij hem en Moreau eerder al uit al hun mandaten binnen de PS had ontslagen. De PS beraadde zich ook over het lidmaatschap van Moreau, maar die besloot op 25 april zelf op te stappen.
Op 11 februari 2017 brak een gelijkaardig schandaal uit over de vergoedingen van Publipart, een constructie achter een intercommunale, aan Gentse raadsleden.
Op 24 januari 2021 werden Stéphane Moreau en Pol Heyse, de voormalige bestuurders van Nethys, door het Luikse parket aangehouden voor misbruik van vennootschapsgoederen en verduistering.